# 林祐衣
林 祐衣（はやし ゆい、1993年11月11日 - ）は、日本の女優、ダンサー。愛知県名古屋市出身。AOI biotope Artists所属。

## 経歴
小学生の頃に、友人が通っていたダンス教室に誘われて、体験レッスンを受けたことをきっかけにダンスを始める。高校生の時には保育士になるために大学進学を目指していたが、東京のダンススタジオを見学して、レッスン生のダンススキルの高さにショックを受けたことで、ダンスの可能性を追求したいと考えてプロを目指すようになった。上京後は、アルバイトで生計を立てながら、ダンサーとして舞台を中心に様々な作品に出演。
2023年には、『Yahoo!検索大賞2023』で、「今後の活躍が気になる人物」として、「ネクストブレイク 人物部門」を受賞した。受賞理由は、「キレのあるダンスがSNSで話題になり検索数が上昇している」こと。本人は受賞に際して、「選んで頂けてとっても嬉しいです。これからも沢山の人に楽しんで頂けるように全力でパフォーマンスしていきたいと思います」とコメントした。
2024年10月8日、AOI biotope Artists所属になったことを報告した。

## 出演

### ステージ
- TSUBASA IMAI ★★Dance&Rock★★4th Tour 〜 iVamos! ALA（2012年）
- ももいろクローバーZ 10th Anniversary The Diamond Four -in 桃響導夢-（2018年5月22日・23日、東京ドーム）
- TOKYO GIRLS COLLECTION
  - 2018 A/W（2018年9月1日、さいたまスーパーアリーナ）
  - Super Live -MATSURI-（2018年9月15日・16日、新歌舞伎座）

### 舞台
- 歌謡倶楽部「艶漢」（2016年8月19日 - 21日、サンシャイン劇場）
  - 歌謡倶楽部「艶漢」第二幕（2018年4月11日 - 15日、東京キネマ倶楽部）
- オルタナティブシアターこけら落とし公演「アラタ～ALATA～」（2017年7月7日 - 8月31日、オルタナティブシアター）
- ザンビ（2018年11月16日 - 25日、TOKYO DOME CITY HALL）[6]
- 美少女戦士セーラームーン
  - SHINING MOON TOKYO（2019年8月15日 - 2020年8月31日） - セーラーマーキュリー / 水野亜美 役[7]
  - 30周年記念Musical Festival -Chronicle-（2022年11月17日 - 20日、品川プリンスホテル ステラボール）
- 二十四の瞳 - 香川マスノ 役
- 細雪 - 悦子 役

### テレビ
- 田中圭 24時間テレビ（ABEMA）[8]
- COUNT DOWN TV（TBS） - miwa「princess」
- FNS歌謡祭（フジテレビ） - miwa「princess」

### ラジオ
- 林祐衣の でら MY RADIO（CBCラジオ、2025年4月5日 - ）[9]

### 映画
- 満天の星の下で（2025年）[10]

### CM
- ジム・ビーム
- サントリーノンアルコール飲料[11]

### ミュージック・ビデオ
- osage 「いたい」（2025年）[12]

### サポーター
- 女子ソフトボールチーム「MORI ALL WAVE KANOYA」（2024年 - ）[13]

### その他
- 週刊アスキー 表紙　（2024年12月10日発行）
- 大森警察署 1日警察署長　（2025年3月23日）

## 書籍

### 写真集
- 林祐衣フォトブック Lady Baby（2024年11月11日、KADOKAWA）ISBN 978-4047381230